# OpenOffice.org
OpenOffice.org (OOo), comunament conegut com OpenOffice, és una suite ofimàtica de codi obert descatalogada. Els projectes successors actius inclouen LibreOffice (el desenvolupat més activament), Apache OpenOffice i Collabora Online.
OpenOffice era una versió de codi obert de l'anterior StarOffice, que Sun Microsystems va adquirir el 1999 per a ús intern. Sun va crear la suite OpenOffice el juliol de 2000 com a competidor de Microsoft Office, llançant la versió 1.0 l'1 de maig de 2002.
El 2011, Oracle Corporation, l'aleshores propietari de Sun, va anunciar que ja no oferiria una versió comercial de la suite i va donar el projecte a la Apache Software Foundation. Apache va canviar el nom del programari Apache OpenOffice.

## Història
OpenOffice.org es va originar com a StarOffice, una suite ofimàtica de propietat desenvolupada per l'empresa alemanya Star Division des de 1985. L'agost de 1999, Star Division va ser adquirida per Sun Microsystems per 59,5 milions de dòlars EUA, ja que suposadament era més barata que la llicència de Microsoft Office per a 42.000 empleats.
El 19 de juliol de 2000 a OSCON, Sun Microsystems va anunciar que posaria el codi font de StarOffice disponible per a la seva descàrrega amb la intenció de construir una comunitat de desenvolupament de codi obert al voltant del programari i de proporcionar una alternativa gratuïta i oberta a Microsoft Office. El nou projecte era conegut com OpenOffice.org, i el codi es va publicar com a codi obert el 13 d'octubre de 2000. El primer llançament de previsualització pública va ser Milestone Build 638c, llançat l'octubre de 2001 (que ràpidament va aconseguir 1 milió de descàrregues); el llançament final d'OpenOffice.org 1.0 va ser l'1 de maig de 2002.
OpenOffice.org es va convertir en la suite ofimàtica estàndard en moltes distribucions de Linux i va generar moltes versions derivades. Ràpidament es va convertir en una competència notable per a Microsoft Office, aconseguint una penetració del 14% al mercat de les grans empreses el 2004.
El format de fitxer XML d'OpenOffice.org (XML en un arxiu ZIP, fàcilment processable per màquina) va ser pensat per Sun per convertir-se en un format d'intercanvi estàndard per a documents d'oficina, per substituir els diferents formats binaris per a cada aplicació que havien estat habituals fins aleshores. Sun va presentar el format a l'Organització per a l'Avanç dels Estàndards d'Informació Estructurada (OASIS) el 2002 i es va adaptar per formar l'estàndard OpenDocument el 2005, que va ser ratificat com a ISO 26300 el 2006. Es va convertir en el format natiu d'OpenOffice.org a partir de la versió 2. Molts governs i altres organitzacions van adoptar OpenDocument, sobretot tenint en compte que hi havia una implementació gratuïta disponible.
El desenvolupament d'OpenOffice.org va ser patrocinat principalment per Sun Microsystems, que va utilitzar el codi com a base per a les versions posteriors de StarOffice. Els desenvolupadors que volien aportar codi havien de signar un Acord de Col·laborador que atorgués la propietat conjunta de qualsevol contribució a Sun (i després a Oracle), en suport del model de negoci de StarOffice. Això va ser controvertit durant molts anys. També es va oferir una llicència de documentació pública (PDL) alternativa per a la documentació no destinada a la inclusió o integració a la base de codi del projecte.
Després d'adquirir Sun el gener de 2010, Oracle Corporation va continuar desenvolupant OpenOffice.org i StarOffice, que va rebatejar com a Oracle Open Office, encara que amb una reducció de desenvolupadors assignats. Els observadors de la indústria també van observar la manca d'activitat d'Oracle o el compromís visible amb OpenOffice.org. El setembre de 2010, la major part dels desenvolupadors externs d'OpenOffice.org van abandonar el projecte, a causa de les preocupacions sobre Sun i després la gestió del projecte per part d'Oracle i el maneig d'Oracle de la seva cartera de codi obert en general, per formar The Document Foundation (TDF). TDF va llançar la fork LibreOffice el gener de 2011, a la qual es van traslladar aviat la majoria de distribucions de Linux. L'abril de 2011, Oracle va aturar el desenvolupament d'OpenOffice.org i va acomiadar l'equip de desenvolupament de Star Division restant. Les seves raons per fer-ho no es van revelar; alguns especulen que va ser a causa de la pèrdua de la ment compartida amb gran part de la comunitat que es va traslladar a LibreOffice mentre que altres suggereixen que va ser una decisió comercial.
El juny de 2011, Oracle va aportar les marques registrades a l'Apache Software Foundation. També va aportar codi de propietat d'Oracle a Apache per a la re-llicència sota la llicència Apache, a proposta d'IBM (amb qui Oracle tenia obligacions contractuals pel que fa al codi), ja que IBM no volia posar el codi sota una llicència copyleft. Aquesta caiguda de codi va ser la base del projecte Apache OpenOffice.

## Característiques
OpenOffice.org 1.0 es va llançar sota la següent declaració de missió:
| « | (anglès) The mission of OpenOffice.org is to create, as a community, the leading international office suite that will run on all major platforms and provide access to all functionality and data through open-component based APIs and an XML-based file format. | (català) La missió d'OpenOffice.org és crear, com a comunitat, la suite d'oficines internacional líder que s'executarà a totes les plataformes principals i proporcionarà accés a totes les funcionalitats i dades mitjançant API basades en components oberts i un format de fitxer basat en XML. | » |

### Components
| Icona              | Títol   | Descripció |
| ------------------ | ------- | --- |
| OOo 3 Writer icon  | Writer  | Un processador de text anàleg a Microsoft Word o a WordPerfect. |
| OOo 3 Calc icon    | Calc    | Un full de càlcul anàleg a Microsoft Excel o Lotus 1-2-3. |
| OOo 3 Impress icon | Impress | Un programa de presentació anàleg a Microsoft PowerPoint o Apple Keynote. Impress podia exportar presentacions a fitxers Adobe Flash (SWF), cosa que permetia reproduir-les en qualsevol ordinador amb un reproductor Flash instal·lat. Les plantilles de presentació estaven disponibles al lloc web d'OpenOffice.org. |
| OOo 3 Draw icon    | Draw    | Un editor de gràfics vectorials comparable en característiques a les funcions de dibuix de Microsoft Office. |
| OOo 3 Math icon    | Math    | Una eina per crear i editar fórmules matemàtiques, anàloga a Microsoft Equation Editor. Les fórmules es podien incrustar dins d'altres documents d'OpenOffice.org, com els creats per Writer. |
| OOo 3 Base icon    | Base    | Un programa de gestió de bases de dades anàleg a Microsoft Access. Base podia funcionar com a interfície per a diversos sistemes de bases de dades diferents, incloses les bases de dades Access (JET), les fonts de dades ODBC, MySQL i PostgreSQL. Base va passar a formar part de la suite a partir de la versió 2.0. HSQL era el motor de base de dades inclòs. A partir de la versió 2.3, Base va oferir la generació d'informes mitjançant Pentaho. |

La suite no contenia cap gestor d'informació personal, client de correu electrònic o aplicació de calendari anàloga a Microsoft Outlook, tot i que n'havia estat present a StarOffice 5.2. Aquesta funcionalitat es sol·licitava sovint. El projecte OpenOffice.org Groupware, destinat a substituir Outlook i Microsoft Exchange Server, es va escindir l'any 2003 com a OpenGroupware.org, que ara és SOGo. El projecte va considerar agrupar Mozilla Thunderbird i Mozilla Lightning per a OpenOffice.org 3.0.

## Forks i programari derivat
Diversos productes de codi obert i propietaris deriven almenys part del codi d'OpenOffice.org, com AndrOpen Office, Apache OpenOffice, ChinaOffice, Co-Create Office, EuroOffice 2005, Go-oo, KaiOffice, IBM Lotus Symphony, IBM Workplace, Jambo OpenOffice (la primera suite ofimàtica en suahili), LibreOffice, MagyarOffice, MultiMedia Office, MYOffice 2007, NeoOffice, NextOffice, OfficeOne, OfficeTLE, OOo4Kids, OpenOfficePL, OpenOffice .org Portable, OpenOfficeT7, OpenOffice.ux.pl, OxOffice, OxygenOffice Professional, Pladao Office, PlusOffice Mac, RedOffice, RomanianOffice, StarOffice /Oracle Open Office, SunShine Office, ThizOffice, UP Office, White Label Office, WPS Office Storm (l'edició de 2004 de Kingsoft Office) i 602Office.
El lloc web d'OpenOffice.org també enumerava una gran varietat de productes complementaris, inclosos els sistemes de grup.